# Финал Кубка Английской футбольной лиги 2022
Финал Кубка Английской футбольной лиги 2022 (англ. 2022 EFL Cup Final) — футбольный матч, который состоялся 27 февраля 2022 года на стадионе «Уэмбли» в Лондоне. Матч завершил 62-й розыгрыш Кубка Английской футбольной лиги, кубкового турнира, в котором приняли участие 92 клуба из Премьер-лиги и Английской футбольной лиги. Финалистами стали Челси и Ливерпуль.
Впервые с сезона 2017/18 в финале не участвовал Манчестер Сити. Также, впервые с сезона 2015/16, финал прошел без участия одного из Манчестерских клубов.
Кубок Английской футбольной лиги стал 9-м для «Ливерпуля»

## Путь к финалу
Основная статья: Кубок Английской футбольной лиги 2021/2022

### «Челси»
| Раунд           | Дата             | Соперник          | Счёт           |
| --------------- | ---------------- | ----------------- | -------------- |
| Третий раунд    | 22 сентября 2021 | Астон Вилла       | 1:1 (4:3 пен.) |
| Четвёртый раунд | 26 октября 2021  | Саутгемптон       | 1:1 (4:3 пен.) |
| Четвертьфинал   | 22 декабря 2021  | Брентфорд         | 2:0            |
| Полуфинал       | 5 января 2022    | Тоттенхэм Хотспур | 2:0            |
| Полуфинал       | 12 января 2022   | Тоттенхэм Хотспур | 1:0            |

### «Ливерпуль»
| Раунд           | Дата             | Соперник         | Счёт           |
| --------------- | ---------------- | ---------------- | -------------- |
| Третий раунд    | 21 сентября 2021 | Норвич Сити      | 3:0            |
| Четвёртый раунд | 27 октября 2021  | Престон Норт Энд | 2:0            |
| Четвертьфинал   | 22 декабря 2021  | Лестер Сити      | 3:3 (5:4 пен.) |
| Полуфинал       | 13 января 2022   | Арсенал          | 0:0            |
| Полуфинал       | 20 января 2022   | Арсенал          | 2:0            |

Первые два матча розыгрыша «Челси» провёл на Стэмфорд Бридж, оба раза сыграв вничью 1:1 и получив путёвку в следующий этап в серии пенальти, дважды закончившейся со счётом 4:3 в пользу «синих»: в третьем раунде обыграна Астон Вилла, в четвёртом раунде — Саутгемптон. Четвертьфинальный гостевой матч с Брентфордом завершился победой «Челси» со счётом 2:0.
В полуфинальном противостоянии дважды всухую был обыгран Тоттенхэм Хотспур: 2:0 дома и 1:0 на выезде. Общий счёт 3:0 позволил «Челси» выйти в финал кубка.

## Отчёт о матче
| Челси                                                                                           | 0:0 (доп. вр.) | Ливерпуль |
| ----------------------------------------------------------------------------------------------- | -------------- | --- |
|                                                                                                 | (отчёт)        | |
| Пенальти                                                                                        |                | |
| Алонсо · Лукаку · Хаверц · Джеймс · Жоржиньо · Рюдигер · Канте · Вернер · Силва · Чалоба · Кепа | 10:11          | Милнер · Фабиньо · Ван Дейк · Александер-Арнольд · Салах · Жота · Ориги · Робертсон · Эллиотт · Конате · Келлехер |

| Челси | Ливерпуль |

| Игрок матча: Вирджил ван Дейк (Ливерпуль) Судейская бригада - Помощники судьи: Дэниел Кук, Дэниел Робатан - Резервный судья: Эндрю Мэдли - Резервный помощник судьи: Тим Вуд - Видеопомощник судьи (VAR): Даррен Ингленд - Ассистент видеопомощника судьи (VAR): Саймон Беннетт | Регламент матча: - 90 минут основного времени. - 30 минут овертайм в случае необходимости. - Послематчевые пенальти в случае необходимости. - Семь запасных с каждой стороны. - Максимальное количество замен — по три с каждой стороны, четвёртая возможна в дополнительное время. |